# Ordre de bataille unioniste de Chickasaw Bayou
Les unités et commandants suivants  de l'armée de l'Union ont combattu lors de la bataille de Chickasaw Bayou de la guerre de Sécession. L'ordre de bataille confédéré est indiqué séparément.

## Abréviations utilisées

### Grade militaire
- MG = Major général
- BG = Brigadier général
- Col = Colonel
- Ltc = Lieutenant colonel
- Maj = Commandant
- Cpt = Capitaine
- Lt = Premier Lieutenant

### Autre
- (b) = blessé
- mb = mortellement blessé
- † = tué au combat
- (PDG) = capturé

## Corps expéditionnaire de l'armée du Tennessee

### Aile droite,XIIIe corps
MG William T. Sherman
| Division | Brigade                                                  | Regiments and Others |
| --- | -------------------------------------------------------- | --- |
| Première division BG Andrew Jackson Smith - Escorte : Compagnie C, 4th Indiana Cavalry : Cpt Joseph P. Lesslie | Première brigade BG Stephen Gano Burbridge               | - 16th Indiana : Col Thomas J. Lucas - 60th Indiana : Col Richard Owen - 67th Indiana : Col Frank Emerson - 83rd Ohio : Ltc William H. Baldwin - 96th Ohio : Col Joseph W. Vance - 23rd Wisconsin : Col Joseph J. Guppey |
| Première division BG Andrew Jackson Smith - Escorte : Compagnie C, 4th Indiana Cavalry : Cpt Joseph P. Lesslie | Deuxième brigade Col William J. Landram                  | - 77th Illinois : Col David P. Grier - 97th Illinois : Col Friend S. Rutherford - 108th Illinois : Col John Warner - 131st Illinois : Col George W. Neeley - 89th Indiana : Col Charles D. Murray - 19th Kentucky : Ltc John Cowan - 48th Ohio : Ltc Job R. Parker |
| Deuxième division BG Morgan Lewis Smith (b) BG David Stuart                                                    | Première brigade Col Giles A. Smith                      | - 113th Illinois : Col George B. Hoge - 116th Illinois : Col Nathan W. Tupper - 6th Missouri : Ltc James H. Blood - 8th Missouri : Ltc David C. Coleman - 1st Battalion, 13th U.S. : Maj Dudley Chase |
| Deuxième division BG Morgan Lewis Smith (b) BG David Stuart                                                    | Quatrième brigade BG David Stuart Col Thomas Kilby Smith | - 55th Illinois : Ltc Oscar Malmborg - 127th Illinois : Col John Van Arman - 83rd Indiana : Col Benjamin J. Spooner - 54th Ohio : Col Thomas Kilby Smith - 57th Ohio : Col William Mungen |
| Troisième division BG George Washington Morgan                                                                 | Première brigade Col Lionel A. Sheldon                   | - 118th Illinois : Col John G. Fonda - 69th Indiana : Col Thomas Warren Bennett - 120th Ohio : Col Daniel French |
| Troisième division BG George Washington Morgan                                                                 | Deuxième brigade Col Daniel W. Lindsey                   | - 49th Indiana : Col James Keigwin - 7th Kentucky : Ltc Joel W. Ridgell - 114th Ohio : Ltc Horatio B. Maynard |
| Troisième division BG George Washington Morgan                                                                 | Troisième brigade Col John F. DeCourcy                   | - 54th Indiana : Col Fielding Mansfield - 22nd Kentucky : Ltc George W. Monroe (b), Maj William J. Worthington - 16th Ohio : Ltc Philip Kershner (b) & (PDG) - 42nd Ohio : Ltc Don Albert Pardee |
| Troisième division BG George Washington Morgan                                                                 | Artillerie                                               | - Battery G, 1st Michigan Light Artillery : Cpt Charles H. Lanphere - 1st Wisconsin Light Artillery: Cpt Jacob T. Foster |
| Fourth Division BG Frederick Steele                                                                            | Première brigade BG Francis Preston Blair, Jr.           | - 13th Illinois : Col John B. Wyman †, Ltc Adam B. Gorgas - 29th Missouri : Col John S. Cavender - 30th Missouri : Ltc Otto Schadt - 31st Missouri : Col Thomas C. Fletcher (b) & (PDG), Ltc Samuel P. Simpson (b) - 32nd Missouri : Col Francis H. Manter - 58th Ohio : Ltc Peter Dister † - 4th Ohio Battery : Cpt Louis Hoffman - Company C, 10th Missouri Cavalry : Lt Daniel W. Ballon |
| Fourth Division BG Frederick Steele                                                                            | Deuxième brigade BG Charles E. Hovey                     | - 25th Iowa : Col George A. Stone - 31st Iowa : Col William Smyth - 3rd Missouri : Col Isaac F. Shepard - 12th Missouri : Col Hugo Wangelin - 17th Missouri : Col Francis Hassendeubel - 76th Ohio : Col Charles Robert Woods - 1st Missouri Horse Artillery : Cpt Clemens Landgraeber |
| Fourth Division BG Frederick Steele                                                                            | Troisième brigade BG John Milton Thayer                  | - 4th Iowa : Col James Alexander Williamson (b) - 9th Iowa : Ltc William H. Coyl - 26th Iowa : Col Milo Smith - 30th Iowa : Col Charles H. Abbott - 34th Iowa : Col George W. Clark - 1st Iowa Light Artillery : Cpt Henry H. Griffiths |

#### Unités non attachées
- Battery A, 1st Illinois Light Artillery : Cpt Peter P. Wood
- Battery B, 1st Illinois Light Artillery : Cpt Samuel E. Barrett
- Battery H, 1st Illinois Light Artillery : Lt Levi W. Hart
- Chicago Mercantile Light Artillery : Cpt Charles G. Cooley
- 8th Ohio Light Artillery : Lt James F. Putnam
- 17th Ohio Light Artillery : Cpt Ambrose A. Blount
- 3rd Illinois Cavalry : Col Lafayette McCrillis
- Thielman's Battalion (Illinois) :
- 6th Missouri Cavalry : Col Clark Wright
- Patterson's Kentucky Engineers & Mechanics : Cpt William F. Patterson